# Ortyle magdeburskie
Ortyle magdeburskie – ortyle (orzeczenia i wyjaśnienia prawne) wydawane przez sąd ławniczy w Magdeburgu, dotyczące miast założonych na prawie magdeburskim.
W niejasnych przypadkach prawnych miasta lokowane na prawie magdeburskim (inaczej niemieckim) zwracały się do sądu w Magdeburgu, skąd otrzymywały orzeczenia w języku niemieckim. Orzeczenia takie były płatne. Układano je w zbiory na użytek sądów miejskich. Zbiory w języku niemieckim pojawiły się w XIV wieku, zaś w XV wieku tłumaczenia na język łaciński i polski.

## Ortyle w Polsce
Aby uniezależnić się od wyroków sądu niemieckiego Magdeburga, Kazimierz Wielki powołał w Krakowie, prawdopodobnie w 1356, sąd prawa niemieckiego. W późniejszym czasie, około 1470, zwracanie się przez polskie miasta o porady prawne do Magdeburga ostro krytykował Jan Ostroróg w De iure ex Maydemburg petendo. Jednak jeszcze do XVI wieku polskie sądy prawa niemieckiego odwoływały się do orzeczeń sądu magdeburskiego. Także sąd krakowski w chwili powołania otrzymał zbiór orzeczeń magdeburskich.
Znanych jest osiem odpisów polskich tłumaczeń ortyli (jeden zaginął podczas II wojny światowej), z których jeden pochodzi z XV wieku, zaś pozostałe z wieku XVI. Najstarsze polskie tłumaczenie ortyli powstało około 1450 we Lwowie lub jego okolicach na polecenie Mikołaja Gołogórskiego, podstolego lwowskiego. Najstarszy zachowany przekaz tłumaczenia ortyli powstał około 1480 we Lwowie lub na pograniczu województw bełskiego i ruskiego. Obecnie przechowywany jest w Bibliotece Ossolińskich we Wrocławiu (rękopis nr 50). Tekst ortyli, spisany w dwóch kolumnach jednym charakterem pisma, znajduje się na kartach 11–22v, 26–105. Jest on najstarszym znanym ciągłym zabytkiem staropolszczyzny reprezentującym dialekt południowokresowy.